# Arnold d'Horne
Arnold (Arnoud, Arnould) II d'Horne (nat el 1339-mort a Lieja el 8 de març de 1389) canonge, prebost i príncep-bisbe del bisbat d'Utrecht de 1371 a 1378 i príncep-bisbe del principat de Lieja de 1378 a 1389. Era el fill de Guillem V d'Horne i d'Elisabeth de Clèveris.
A la mort del seu predecessor a Utrecht, Joan V de Virneburg el 1371, el capítol de la catedral va voler promoure el seu prebost Zweder Uterlo, però els altres canonges van donar suport a Arnold d'Horne, el candidat del papa Gregori XI, qui finalment va guanyar.
Militarment, va participar en la guerra de successió de Gueldre i va atacar el comtat d'Holanda per obtenir Vreeswijk, un lloc estratègic a les rutes comercials vers el mar del Nord. Aquestes campanyes van costar molt sense gaire resultats pel principat: Holanda va mantenir el control de les boques dels rius Vecht i Lek.
Per redreçar la situació financera el bisbe empobrit va haver de convocar els estats el 1375 i cedir als ciutadans d'Utrecht el dret de participació en les decisions polítiques en bescanvi d'impostos nous. Aquesta carta de concessió es considera com l'inici prudent de l'emancipació de la burgesia del poder absolut a la diòcesi d'Utrecht. S'inscriu en un moviment més llarg de democratització que afectava tota la regió al segle xiv. Aquesta emancipació va començar amb la pau de Fexhe el 1316 al principat de Lieja i acabà provisionalment amb la creació de la República de les Set Províncies Unides a la fi del segle xvi, no sense trobar una resistència virulent de la Monarquia Hispànica durant la Guerra dels Vuitanta Anys.
A la mort de Joan d'Arkel, el 1378 el papa Urbà VI va promoure'l príncep-bisbe de Lieja en oposició a Eustache Persand de Rochefort, el candidat del capítol liegès suportat pel papa Climent VII d'Avinyó. Va passar un any abans que efectivament va poder prendre el govern de Lieja.
Va morir a Lieja el 8 de març 1389.